# Friedrich Kurth (Landrat)
Friedrich Kurth (* 11. Juli 1898 in Schmidt (Nideggen); † 11. August 1952 in Düren) war ein preußischer Verwaltungsbeamter und Landrat des Landkreises Saarbrücken.

## Leben
Nachdem Friedrich Kurth im Jahr 1917 seine Reifeprüfung abgelegt hatte, nahm er noch bis 1918 am Ersten Weltkrieg teil. Ab 1919 absolvierte er ein Studium der Rechts- und Staatswissenschaften. 1924 wurde er Gerichtsreferendar und 1925 Regierungsreferendar bei der Regierung Trier. Nach der Promotion zum Dr. jur. im Jahr 1925 war er 1928 Regierungsassessor beim Landratsamt Wipperfürth und von 1930 bis 1932 in gleicher Funktion auch in Tecklenburg.
Von 1932 bis 1933 war er stellvertretender Landrat des Kreises Daun sowie des Kreises Düsseldorf-Mettmann. Nach seiner Beförderung zum Regierungsrat im Jahr 1934 wurde er am 5. Juni 1935 durch Zuteilung Reichskommissar für das Saarland. Am
15. Juni 1937 zunächst noch als kommissarischer Verwalter des Landratsamtes Saarbrücken wirkend, wurde er im Oktober 1937 zum Landrat des Landkreises Saarbrücken ernannt. Nach seiner Verhaftung durch die französischen Besatzer am 26. April 1945 war er ab 1948 als Kreisrechtsrat in Düren tätig, wo er letztlich im Jahr 1949 noch zum Oberkreisdirektor (OKD) ernannt wurde.